# Rogberga sockens historia

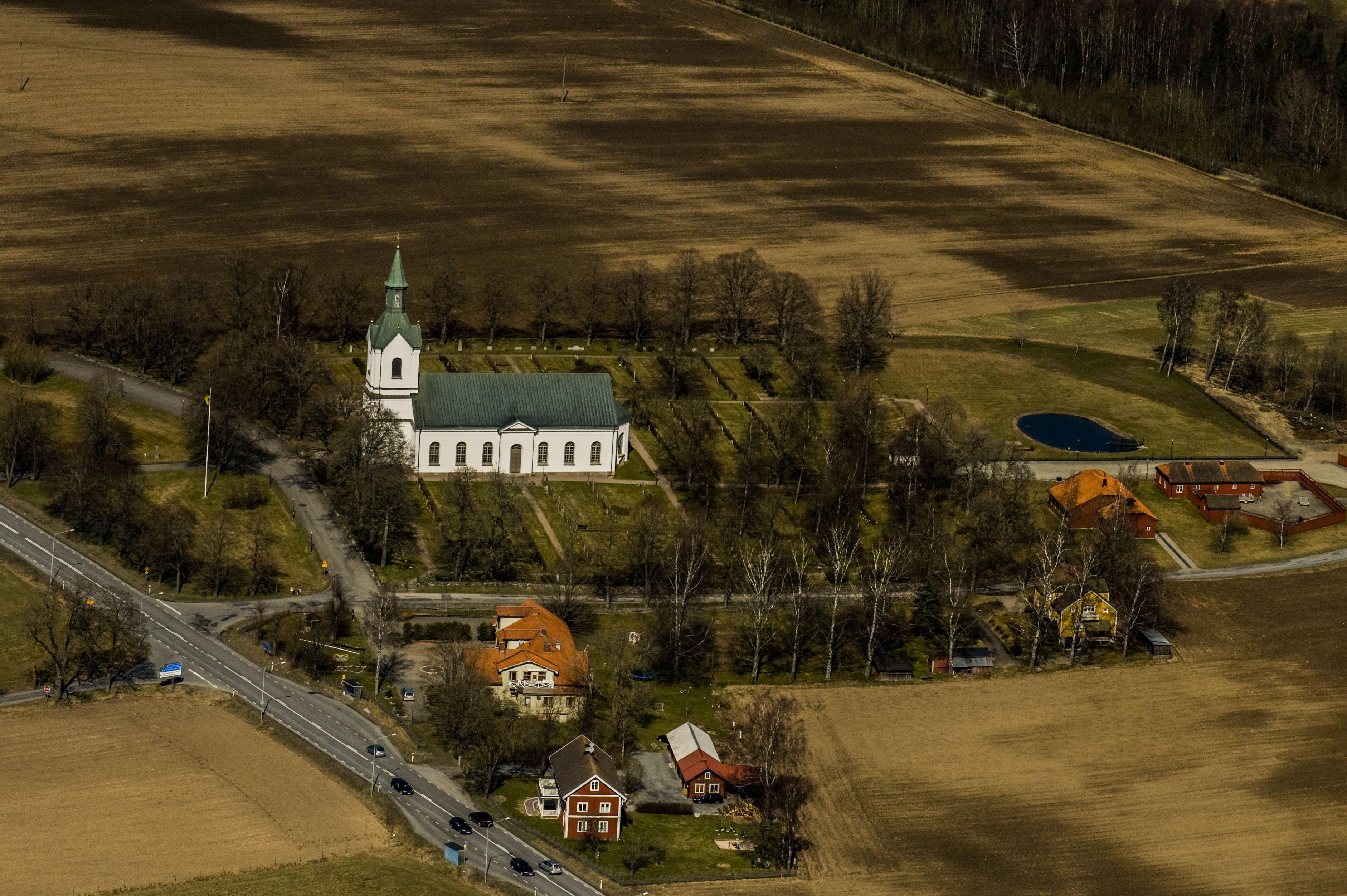
Rogberga kyrka uppförd 1869, i Rogberga socken.

Rogberga sockens historia sträcker sig från yngre stenålder, medan den administrativa enheten Rogberga socken inte uppstod förrän tidigast under vikingatid. Det första omnämnandet i skriftliga källor är från 1250, och det finns ett flertal omnämnande från resten av medeltiden. Vid medeltidens slut var jordägandet i socknen delat mellan kyrka, adel och framförallt skattebönder. Socknen, eller åtminstone sockenkyrkan, förefaller ha varit mycket rik fram till Gustaf Vasas hårda beskattning under 1500-talet. I socknen fanns länge Tveta härads tingsplats, Ingaryd.
Under 1600-talet levde Rogbergas historiskt mest kände person, Mickel Jönsson, som var skogvaktare på gården Tenhult. Under Kalmarkriget ledde han de lokala bönderna i ett bakhåll på en dansk styrka, som nedgjordes.
1800-talet innebar stora förändringar i Rogberga socken. En av de större var öppnandet av järnvägen mellan Nässjö och Jönköping (Jönköpingsbanan), med station på mark som tillhört gården Tenhult. Där växte snart ett samhälle fram som blev centralort i socknen och från 1863 i kommunen. Två företeelser gav kommunen en särprägel under perioden från mitten av 1800-talet till mitten av 1900-talet. Dels väckelsen och frikyrkorörelsen, som gav socknen det första missionshuset i Småland och inte mindre än fyra missionsförsamlingar och två pingstförsamlingar, dels de många skolorna. Förutom folkskolorna i Rogberga, Tenhult, Hult och Hundshult fanns Tenhults lantmannaskola, Tenhults Lanthushållsskola, Bergsätra internatskola och en kort period även en halmflätningsskola.
1952 bildades Tenhults landskommun av Rogberga, Barnarp, Ödestugu och Öggestorps landskommuner. I kommunreformen 1971 uppgick denna i Jönköpings kommun.

## Forntiden

### Stenåldern och bronsåldern
Det finns flera stenåldersfynd i Rogberga, som alla härrör från neolitikum (yngre stenåldern). Denna period kallas också bondestenåldern, eftersom den kännetecknas av att människan blev bofast och började med jordbruk och boskapsskötsel. Pollenanalyser från de östligare belägna Tveta-socknarna Öggestorp, Forserum och Nässjö, visar på mänsklig påverkan genom skogsbete från cirka 3900 f.Kr.. Ström (1949) listar ett 40-tal stenåldersfynd, varav några finns att beskåda på Länsmuseet i Jönköping. Samtliga är lösa fornlämningar - det finns inga spår av boplatser eller dylikt från stenåldern.
Under stenålder och äldre bronsålder verkar jordbruket på småländska höglandet till stor del ha begränsats till betesgång, vilket innebar att boskap hölls utomhus och fick mat genom att själva beta. Någon gång, kanske under äldre järnålder, tillkom ett rörligt åkerbruk, där åkrarna flyttade inom ett någorlunda avgränsat område. Denna form av jordbruk började möjligen så tidigt som under romersk järnålder att övergå till permanent åkerbruk med fast bebyggelse, men detta är inte belagt med säkerhet förrän i skiftet mellan vikingatiden och medeltiden.

### Järnåldern
Förromersk järnålder räknas från 500 f.Kr., och vid just denna tid förändrades situationen i Södra Vätterbygden. Det blev kallare och nederbörden ökade. Betestillgången ökade, men det blev besvärligare med åkerbruket, och befolkningen minskade. Först under romersk järnålder finns det fynd i trakten igen, bland annat gravar i Öggestorp, Hakarp och Lekeryd[källa behövs] I Rogberga socken finns flera gravrösen som inte undersökts närmre av arkeologer men som troligen stammar från tiden. I Bogla har en gård grävts ut som härstammar från vår tideräknings början, alltså upptakten eller inledningen till romersk järnålder.
Den period som kallas folkvandringstiden (375–550 e.Kr.) innebar en oroligare tid i Europa, i sviterna av Västroms fall. Två fornborgar från denna tid har hittats i Jönköpingstrakten, en på Ramlaklint i Svarttorp och en på Vistakulle. Forskningen visar att denna sorts fornborgar har fungerat som militära stödjepunkter och inte varit permanent bebodda. Inga säkra fynd från denna period har hittats i Rogberga socken. Däremot finns en brandgrav i Rogberga med ett flertal gravgåvor, nu förvarade på Smålands museum, som Arbman (1963) och Dybelius (2021) daterar till vendeltid (550–700) eller 700-tal e.Kr..

### Vikingatiden
Under sista delen av järnåldern, vikingatiden (700-1050), började befolkningen i norra Småland öka. Det har bara hittats en grav med gott om fynd från denna tid i Jönköpingstrakten, i Lekeryd. Övriga vikingatida gravar i Södra Vätterbygden är enkelt utformade och med brända ben. Utgrävningen av ett gravfält i Bogla 2003-2004 gav gott om exempel på denna sorts gravar.
| Fornlämningar i Jönköpings län, från äldre (till vänster) och yngre (till höger) järnålder. Den mörkaste röda färgen anger mer än 300 fornlämningar och den ljusaste gula anger att fornlämningar saknas. Uppgifterna är hämtade från (Häggström 2005). |  | Fornlämningar i Jönköpings län, från äldre (till vänster) och yngre (till höger) järnålder. Den mörkaste röda färgen anger mer än 300 fornlämningar och den ljusaste gula anger att fornlämningar saknas. Uppgifterna är hämtade från (Häggström 2005). |
| Fornlämningar i Jönköpings län, från äldre (till vänster) och yngre (till höger) järnålder. Den mörkaste röda färgen anger mer än 300 fornlämningar och den ljusaste gula anger att fornlämningar saknas. Uppgifterna är hämtade från (Häggström 2005). |  | |

Häggström (2005) påpekar att fornlämningarna från äldre järnålder i Jönköpings län inte sammanfaller geografiskt med lämningarna från yngre järnålder, och hänvisar till kartor skapade av andra arkeologer. Implikationen är att det mellan dessa två perioder föreligger ett bebyggelsemässigt brott, vilket harmonierar med Dybelius (2021) beskrivning av folkvandringstiden som en orolig tid. 
Artelius och Kristensson beskriver också hur en vikingatida gravplats har anlagts ovanpå en äldre gravplats från yngre förromersk järnålder, alltså tiden strax före vår tideräknings början. Det är alltså inte en gravplats som har använts kontinuerligt under järnåldern, utan det finns ett glapp på åtminstone ett halvt årtusende. Även det talar för att Rogberga som vi känner det idag har sitt ursprung i vikingatid och tidig medeltid.

### Runstenen i Rogberga
| Runstenen i Rogberga, med och utan markerade runor. Rött anger att ristningen är någorlunda tydligt synlig, medan blått anger att ristningen saknas eller är otydlig, och bygger på tidigare dokumentation eller språkliga antaganden. |  | Runstenen i Rogberga, med och utan markerade runor. Rött anger att ristningen är någorlunda tydligt synlig, medan blått anger att ristningen saknas eller är otydlig, och bygger på tidigare dokumentation eller språkliga antaganden. |
| Runstenen i Rogberga, med och utan markerade runor. Rött anger att ristningen är någorlunda tydligt synlig, medan blått anger att ristningen saknas eller är otydlig, och bygger på tidigare dokumentation eller språkliga antaganden. |  | |

Från vikingatidens slut stammar socknens praktfullaste fornminne, runstenen i Rogberga. Runstenen beskrivs troligen första gången i en protokoll för en fornminnesinventering från 1667: "Item står här på Rogbergia Kyrkiogård een högh grifftesteen, wppå hwilken finnes någon gammal rijtning."  Texten lyder:
- Renskrivet: ᚴᛂᛐᛁᛚ᛬ᚱᛁᛋᚦᛁ᛬ᚴᚢᛘᛚ᛬(ᚦ)ᚢᛋᛁ᛬ᛂᚠᛏᛁᛦ᛬ᛚᛂ(ᚴ?)᛫ᛘᚢᚦᚢᚱ᛬ᛒᚱᚢᚦᚢᚱ᛬ᛋᛁᚾ
- Translittererat: ketil : risþi : kuml : þusi : eftiʀ : le(k?) : muþur : bruþur : sin
- Standardiserad fornnordiska: Ketill reisti kuml þessi eftir Lei(k?) móðurbróður sinn.
- Modern svenska: Kjell reste denna vård efter Lek(?), sin morbroder.

Vi har då namnen på de två första kända Rogbergaborna, Ketill och (kanske) Leik. Eller Kjell och Lek, på modern svenska. Ström daterar stenen till 900- eller 1000-talet, baserat på runornas form.

## Orts- by och gårdsnamn
Precis som fakta som framlagts tidigare, så indikerar även sockenamnet för att Rogberga som vi känner det idag har sitt ursprung i vikingatid och tidig medeltid, då råg först började odlas i Sverige på 700-talet e.Kr., i Skåne, för att sen sprida sig norrut. Det är därför ytterst osannolikt att namnet Rogberga skulle ha bildats tidigare än vikingatid.
Orts-, by- och gårdsnamnen i Rogberga socken domineras helt av ändelser som -hult (Tenhult, Granhult, Lidhult, Knivshult, Hult, Hundshult), -ryd (Häljaryd, Mjälaryd, Ingaryd, Våeryd, Älgaryd) och -torp/-arp (Åkarp, Klevarp, Broarp, Perstorp, Tubbarp, Ubbarp, Hjärttorp). Det är alla namn som härrör från vikingatiden eller, i många fall mer troligt, medeltiden, vilket indikerar att detta var en tid då området bebyggdes. En ortsnamnsanalys ger alltså för handen att den bebyggelsestruktur som förekom vid sockenhistoriens inledning (senmedeltid), och som till stor del fortfarande är giltig, inte förefaller vara mycket äldre än vikingatid. Vi vet också att det under perioden från medeltidens början fram till cirka 1300 pågick en agrar expansion i hela Europa, då ny odlingsmark bröts upp och nya gårdar skapades.

## Medeltiden
Den första skriftliga källa som nämner Rogberga är daterad 11 juni 1250 och upprättad i Gudhem norr om Falköping. Det är drottning Katarina, gift med kung Erik Eriksson (mest känd under tillnamnet "läspe och halte"), som testamenterar en eller flera gårdar i "Rugbiarger" till olika munkordnar. Kung Valdemar, Birger jarl, biskopen i Skara, Holmger Knutsson med flera beseglade testamentet.
Detta är del av en drottning Katarinas stora donation till Gudhem, och en viktig del i uppbyggnaden av kyrkans tillgångar. I början av 1200-talet var kyrkans markägande i Sverige mycket begränsat, men detta förändrades under århundradet. 
Namnet Rogberga, under olika former, dyker upp i flera andra handlingar under de följande århundradena: 
- 1310 testamenterade Asmund Lang mark till kyrkan i Rogberga. Sigillanter var de svenska hertigarna, fru Ragnhild, abbot Birger i Alvastra, prästen Karl, Bengt Ingeborgsson, Magnus Larsson och Abjörn Hemmingsson.[14]

- 1315 testamenterade Johan Baer två mark till kyrkan i Rogberga och en mark till prästen. Sigillanter var abboten i Alvastra, herr Lars Ulfsson och Johan Baers släkting Magnus Siggesson.[15]

- 1331 pantsatte Carl Magnusson jord i Åkarp ("Akatorp"). Sigillanter var Anund Sture och Karl Bengtsson.[16]

- 1377 uppnådde Sven Lax och hans styvmor(?) Martha Bosdotter en förlikning efter en strid om några gårdar. En del av överenskommelsen innebar att Sven överlät gården Klevarp ("Kleuatorp") till Martha. Sigillanter var Erengisle Sunesson jarl, riddarna Bengt Filipsson och Birger Ulfsson samt Bo Jonsson, drots i Sverige.[17]

- 1380 skänkte Martha Bosdotter vidare Klevatorp till Vadstena kloster, i samband med att hon inträdde i klostret. Troliga sigillanter varr Erik Karlsson, Anund Jonsson samt Bo Jonsson, drots i Sverige.[18] Samma år skänkte Martha en gård i Ödestugu socken till Nydala kloster, "för sin son Matts Knutssons, sin egen och sina förfäders själar". En av dem som bevittnade gåvobrevet var "herr Håkan i Rogberga", som anges vara Marthas kyrkoherde. Övriga sigillanter var Peter Virdske, häradshövding i Västra härad i Njudung, och Karl Styrkarsson.[19]

- 1381 bytte biskop Nils Hermansson i Linköping bort några egendomar, bland annat Rogberga i Rogberga socken, till kung Albrekt av Mecklenburg. Beseglare var ärkebiskop Birger Gregersson i Uppsala, biskop Tord Gunnarsson i Strängnäs, biskop Hartlev Hartlevsson i Västerås, riddarna Karl Ulfsson av Tofta, Erik Karlsson, Sten Bengtsson, Birger Ulfsson, Anund Jonsson, Staffan Ulfsson och Sten Stensson, samt Sveriges drots Bo Jonsson och Folke Nilsson.[20]

- 1383 hölls ett ting i Tveta härad kring en tvist om en gård i Bogla ("Bofla"). Gården hade getts i morgongåva av en Gudmund till hustrun Ingrid, och efter att hon dött och Gudmund hittat en ny hustru så gav han samma gård i morgongåva till sin nya fru. Tvisten gällde om det var den första eller den andra fruns barn som skulle ärva gården. Den första fruns barn tilldömdes gården.[21]

- 1407 sålde Magnus Nilsson och Udder Jönsson en gård i Åkarp ("Aghæthorp") till Abraham Brodersson.[22]

- 1407 skänkte borgaren Jöns Törnesson i Jönköping, jord i Hundshult ("Honsiohulte") till Nydala kloster.[23]

- 1408 bytte Johan Öjarsson till sig den gård som Jöns Törnesson skänkt till klostret i Nydala, mot södra gården i Hundshult ("Hwndzsiohulte"). Sigillanter var herr Olof, häradshövding Karl Langa, samt Gyurdz Ræff.[24]

- 1419 sålde Karl Lange sitt gods Fagerslätt ("Fagraslæt") till Henneke Bekman (död 1430).[25] Sigillanter var abbot Eskil i Varnhem, väpnare Thorsten Simonsson, och herr Botulf, kyrkoherden i Svarttorps socken.[26]

Vid den första fullständiga inventeringen av gårdarna i socknen – en så kallad jordebok som togs fram på Gustav Vasas initiativ 1543  – angavs att det i Rogberga socken fanns åtta skattehemman, ett kronohemman, sexton frälsehemman, och sexton kyrkohemman (om vi räknar in prästgården och klockarens prebendegård), vilket ger 40 % frälsejord, 40 % kyrkojord och 20 % skatte- och kronojord. Det följer, grovt sett, det regionala mönstret (snittet för Tveta var 38 % frälsejord, 28 % krono- och skattejord, och 34 % kyrkojord.
Man kan notera att flera byar var delade mellan olika ägartyper. I Bogla och Mjälaryd fanns skattehemman, frälsehemman och kyrkohemman. I Rogberga fanns kronohemman, frälsehemman och kyrkohemman. I Helgaryd och Åkarp fanns skatte- och frälsehemman. I Åkerby fanns skatte- och kyrkohemman. Några byar hade en och samma ägartyp för gårdarna: Fagerslätt (frälse), Klevarp (kyrka), Tenhult (frälse).
Både det världsliga och det andliga frälset var alltså väl etablerat i Rogberga socken vid medeltidens slut. Hur vägen fram till denna situation såg ut är oklart, men man kan notera att de som beseglar handlingarna i listan ovan ofta tillhör den allra högsta samhällsklassen i Sverige. Redan vid det första omnämnandet 1250 var det en drottning som ägde mark i socknen, och Rogberga verkar alltså redan tidigt ha varit jämförelsevis välkänt bland de mäktigaste i riket. Detta är kanske inte så förvånande, med tanke på närheten till Jönköping. Under början av 1200-talet var Näs borg på Visingsö definitivt centrum för den svenska kungamakten, och även under Magnus Ladulås tid på tronen (1275-1290). Magnus bodde tidvis även i borgen Jönköpings Hus i Jönköping, och han försökte samla sitt markinnehav till trakterna kring borgen. Han gav också stadsprivilegier till Jönköping – även om texten i privilegiebrevet antyder att Jönköping redan tidigare betraktats som stad.

## Vasatiden
Under unionsstriderna i början av 1500-talet utsattes Småland, som gränsbygd mellan Danmark och Sverige, för flera danska härjningståg, och detta drabbade stundtals även Rogberga. Under Kristian II:s krig mot Sten Sture den yngre 1520 drog en dansk här i mitten av februari under ledning av junker Simon, greve av Essens och Vitmund, in från Halland och plundrade och brände. En anonym person i Jönköping antecknade: "Den tredje hären ... brändes var gård mellan Nydala kloster och Rogberga socken." Det är lite oklart om alla gårdar i Rogberga socken brändes, särskilt om man läser beskrivningen av härens väg. Men troligt är att åtminstone någon gård i Rogberga brändes.
Gustav Vasa tog makten 1521, och Kalmarunionen gick slutgiltigt i graven. Gustav arbetade därefter målmedvetet för att stärka den svenska förvaltningen och de svenska statsfinanserna. En del av detta var diverse extraskatter, bland annat den så kallade klockskatten. Kungen drev 1531 igenom att varje sockenkyrka skulle lämna en kyrkklocka i skatt. Socknarna kunde dock välja att betala lösen för kyrkklockan istället. Rogberga lämnade då hela 70 lod silver, vilket kan jämföras med Bankeryds 37 och 3/4, Barnarps 23 3/4, Forserum 40 1/2, Hakarp 29, Ljungarum 35, Skärstad 63, Ödestugu 29 och Öggestorp 40 lod. Rogberga är faktiskt den socken som lämnar mest silver i hela Småland. Detta är så förvånande att uppgiften, som kommer från Källström (1939:250-51), skulle behöva bekräftas.
1541 var kung Gustav ute efter kyrksilver igen, och enligt listorna tog man 9 mark 1 lod förgyllt silver från Rogberga kyrka, och lämnade kvar 4 1/2 mark 1 lod förgyllt silver och 1 mark 4 lod oförgyllt silver. Översatt till metriska mått och utan hänsyn till förgyllning innehade Rogberga kyrka före konfiskeringen 3,2 kg kyrksilver, vilket var nästan lika mycket som Jönköpings kloster (3,6 kg). Det var med god marginal mest av alla landsbygdsförsamlingar; bara Jönköpings kyrka hade mer (5,3 kg). Rogberga fick inte behålla mer än 0,3 kg silver, så det finns ingen anledning att tro att det var någon särskilt stor församling. 
Silverskatterna 1533 och 1541 antyder alltså att Rogberga var en mycket rik församling, eller åtminstone en mycket rik kyrka.
Under Dackefejden slöt vissa härader officiellt upp på Dackes sida. Det är oklart om allmogen i Tveta någonsin gjorde det, men ännu i november 1542 hade häradsmenigheten i Tveta inte öppet anslutit sig. Enskilda individer från Tveta gjorde det dock, och åtminstone en person från Rogberga deltog i upproret: Olof i Mjälaryd fick senare böta åtta oxar för att han varit med Måns i Pilagården, en av Dackes härförare, i ett angrepp mot Hovs kungsgård i Östergötland.
När en dansk här under ledning av Daniel Rantzau tågade genom Småland och Östergötland under Nordiska sjuårskriget (1563-1570) drabbades Rogberga. I slutet av oktober marscherade den danska hären mot Jönköping, och svenskarna beslöt att bränna staden och retirera. De första dagarna i november 1567 stannade Rantzau i den nedbrunna staden, men det var svårt att försörja trupperna, "då svenskarna hade låtit bränna de kringliggande bondbyarna och driva undan så gott som all boskap i trakten"  Ström (1949) skriver att 1568 års jordebok anger att minst 19 hemman i Rogberga socken plundrades under 1567, och troligen skedde detta under hösten, antingen av svenska eller danska trupper. 

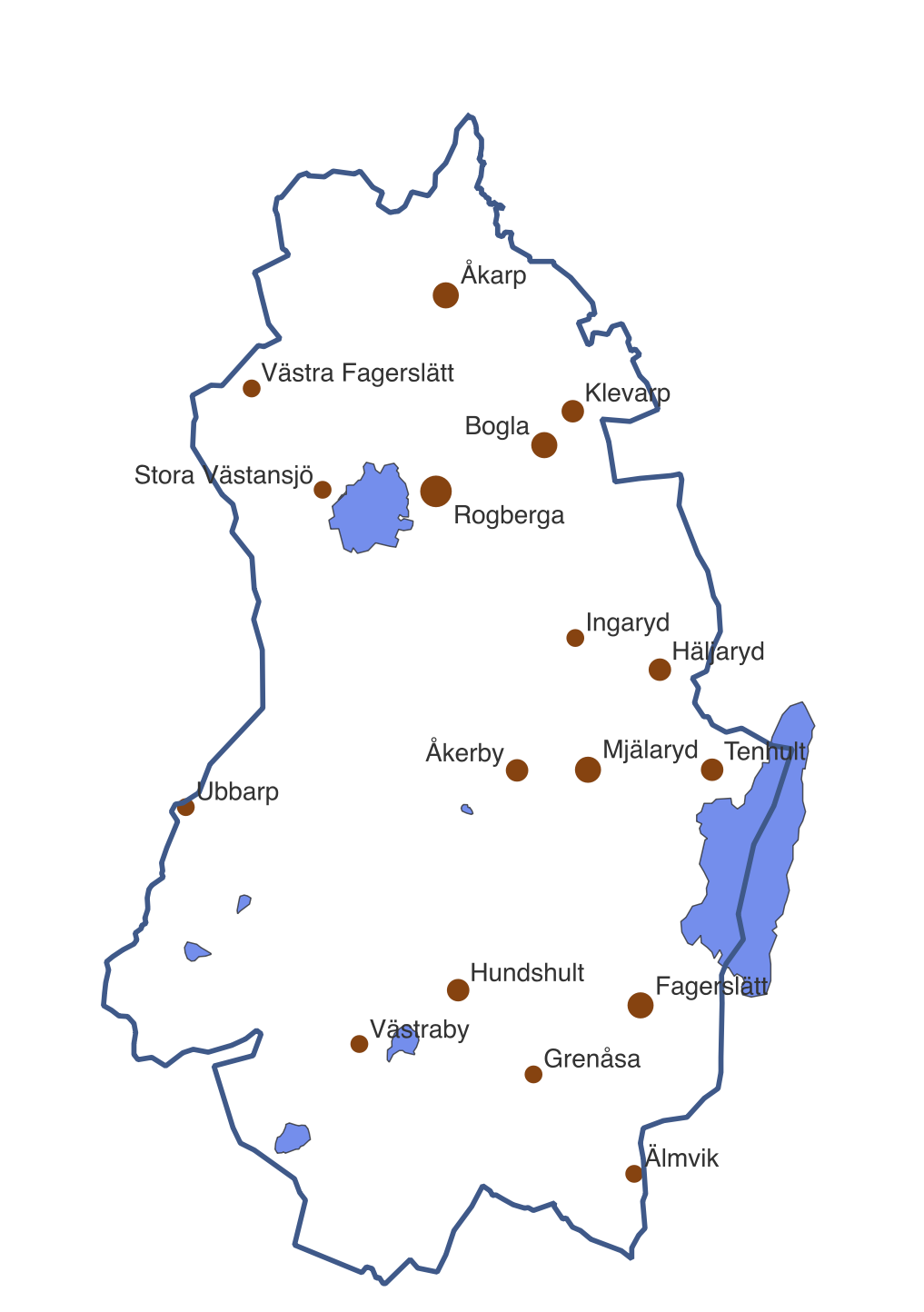
Gårdar i Rogberga socken 1543. Från (Ström 1949:71ff).

I jordeboken från 1543 listas 34 gårdar i Rogberga socken:
- Boffla (Bogla) (tre gårdar)
- Helgaryd (två gårdar)
- Mjälaryd (tre gårdar)
- Hårsarp/Horsarp (nuvarande Åkerby) (två gårdar)
- Vestraby
- Grymåsa (Grenåsa?)
- Åkarp/Åkatorp (tre gårdar)
- Rogberga (fem gårdar, inklusive prästgården)
- Västra Fagersteth
- Tenulshult/Tenulth (två gårdar)
- Fagersleth (södra) (tre gårdar)
- Almavick (Elmvik?)
- Ubbarp
- Henneshult/Hanshult (Hundshult) (två gårdar)
- Ingaryd
- Klevarp (två gårdar)
- Västersjö

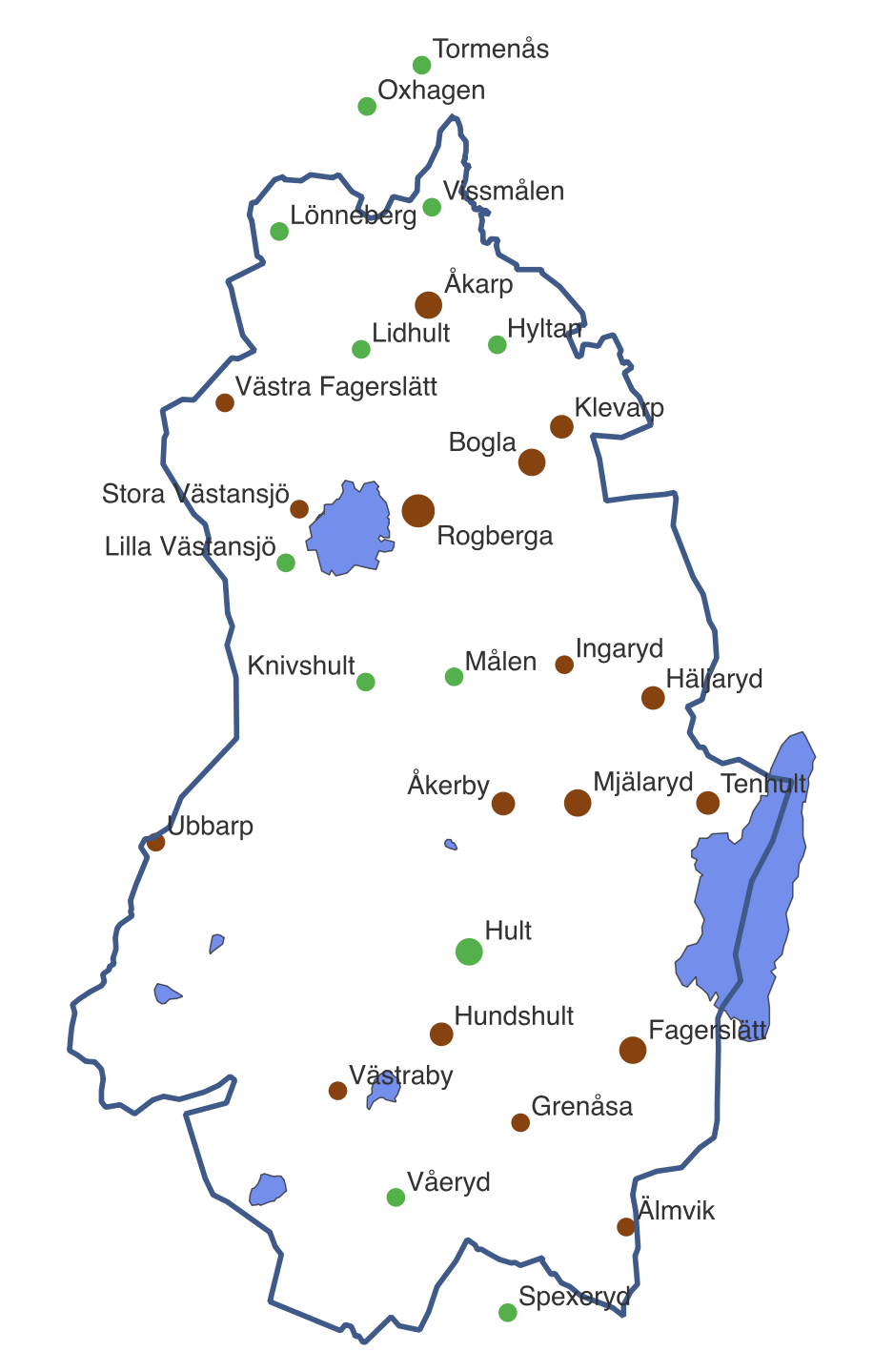
Gårdar i Rogberga socken 1568. Nytillkomna gårdar sedan 1543 visas med grönt. Från Ström (1949:71ff).

Sanda socken delades 1556 mellan Ljungarum, Hakarp och Rogberga. Då fördes Yxenhaga (Oxhagen), Tormenås (inklusive Vissmålen) till Rogberga. Oxhagen och Tormenås (exklusive Vissmålen) fördes tillbaka till Huskvarna 1909.
Vid en inventering 1568 fanns ytterligare 17 gårdar:
- Hult
- Spexeryd
- Målen
- Hyltan
- Yxenhaga
- Hult
- Södra Fagerslätt
- Lilla Västansjö
- Våeryd
- Lidhult
- Vissmålen
- Lönneberg
- Knivshult
- Hunshult (2 gårdar)
- Hult
- Tormenås

När Älvsborgs första lösen skulle betalas 1571 upprättades skattelängder, och då var Våeryd, Vissmålen, en gård i Hult och en gård i Rogberga ödegårdar. Jöns i Lönneberg och Sven i Fagerslätt "hade platt intet".

## 1600-tal

### Mickel i Tenhult
Under Kalmarkriget ryckte den danska armén 1612 in i Småland och samlades vid Dunkehalla. Kung Kristian IV, som var med hären vid Dunkehalla, skickade en ryttartrupp under Albert Skeel för att möta en dansk trupp som var på väg till Jönköping från Kalmar med belägringsartilleri, inför ett planerat anfall mot Jönköpings slott. På väg tillbaka, mellan Ödestugu och Rogberga, attackerades Skeels styrka av ett uppbåd Tveta-bönder under ledning av skogvaktare Mickel Jönsson. Den danska styrkan besegrades.

### Riddersberg
Under trettioåriga kriget steg en viss Isak Israelsson i graderna från enkel soldat. Han blev till slut generallöjtnant, adlades och tog sig namnet Ridderhielm. Under 1660-talet köpte han Norrgården, Klockaregården och Korpagården i Rogberga by, som slogs samman och bildade sätesgård, med namnet Riddersberg. Isaks son Hans Isak ärvde Riddersberg, men sålde den till en Håkan Ståhle, som även han adlades och fick namnet Ridderståhle. I Carl Snoilskys dikt "Brandklipparen" beskrivs hur Håkan vid slaget i Lund 1676 gav sin häst Blacken till kung Karl XI, som hade fått sin häst skjuten. Blacken blev en kär kamrat åt kungen, som gav honom namnet Brandklipparen. Den faktamässiga grunden för diktens påstående är inte klarlagd.

### Tenhults herrgård
Redan i 1543 års jordebok är Tenhult delad i två gårdar, Östergård och Västergård, och båda är frälsehemman. Under en kort period i mitten på 1600-talet ägdes gårdarna av samma person, Arvid Ribbing till Ulfsnäs, Trehörna och Mörbylånga, men mestadels hade de olika ägare. Det var först 1846 som de båda gårdarna mer permanent förenades till en, när Gustaf Lage von Wernstedt, som ärvt Östergården och en fjärdedel av Västergården, köpte återstående delar av Västergården. Den enade Tenhultsgården såldes vidare i flera led och hamnade 1903 i direktör Ernst L. Hartmanns ägo. Denne ersatte den förfallna mangårdsbyggnaden med den nuvarande herrgårdsbyggnaden i "eftertessinsk barockstil". 

### Ingaryd
Ingaryds gård var länge en viktig mötesplats för häradet. Domböckerna för Tveta härad visar att åtminstone från 1605 hölls de ordinarie häradstingen vanligen i "tingsstugan" vid kyrkan i Rogberga. 1706 beslöt man emellertid av bekvämlighetsskäl att tingen skulle hållas i Barnarps gästgivaregård, och från och med tinget 12/2 1723 hölls tingen vid Ingaryds gästgivaregård.
Exakt hur länge Ingaryd hade varit en gästgivaregård är osäkert, men systemet med gästgivaregårdar hade etablerats på 1500-talet, och det skulle finnas skjutshåll med 2-2,5 mils avstånd. Från Ingaryd var de andra skjutshållen Stigamo i Barnarp, Råby i Skärstad, Högstorp i Svarttorp, Esperyd i Barkeryd, Elgaryd i Malmbäck samt Jönköpings stad.

### Rogberga kyrka
Den nuvarande kyrkan i Rogberga uppfördes 1869. Den ersatte då en mindre kyrka från medeltiden, som hade eldhärjats 1642 men renoverats då. Den första kyrkan på platsen var troligen en träkyrka. 

## 1700-tal
Storskiftet genomfördes i Rogberga under 1700- och 1800-talen. Det var det första större ägoskiftet i Sverige, och utgick från en situation där böndernas marker var splittrade i ett stort antal tegar. Detta berodde i sin tur på att markerna från början (under forntiden) hade ägts gemensamt av alla gårdar i byn. Under medeltiden fördelades de gemensamma markerna på individer (egentligen gårdar), men för att detta skulle bli rättvist fick varje gård en bit mark på varje åker. Genom arv och hemmansklyvning blev dessa bitar mindre och mindre, och en enda gård kunde mycket väl ha ett 50-tal sådana bitar, eller tegar, utspridda på byns marker. Storskiftet innebar att hemmansägarna i en by kunde ansöka om att få sin by skiftad så att ägorna samlades ihop i ett fåtal tegar. Det kom då en tjänsteman och fördelade markerna så rättvist som möjligt. Målet var max fyra tegar per gård, men detta uppnåddes sällan. Alla hemmansägare måste ansöka för att skiftet skulle beviljas. I Rogberga innebar inte Storskiftet några dramatiska förändringar, eftersom gårdarna efter skiftet fortfarande låg samlade.

## 1800-tal
Under 1800-talet skedde stora administrativa och demografiska förändringar i Sverige, och så även i Rogberga socken. Enskiftet genomfördes endast för Hults (1816) och Mjälaryds (1826) byar, men laga skifte, som i Rogberga genomfördes 1833-1864 (Västansjö 1903), genomfördes bredare och fick större konsekvenser. Till skillnad från de tidigare skiftena räckte det med att en hemmansägare i byn begärde skifte för att det skulle genomföras, och skiftet innebar att varje gård i byn skulle ha sina marker sammanhängande. Det innebar i vissa fall att bostadshus och ekonomibyggnader måste flyttas, och byarna "sprängdes" på det sättet. Skiftet var verkningsfullt i den bemärkelsen att åkrarna kunde utnyttjas mer effektivt och nyodlingen ökade kraftigt. Enligt Ström (1949:93) fyrdubblades åkerarealen i Rogberga socken under 1800-talet.

### Torpare och backstugusittare
En stor del av befolkningen på landsbygden bodde vid den här tiden inte på egentliga bondgårdar, utan i soldattorp och backstugor. Ström (1949) hänvisar till en undersökning från 1850 och skriver att det då fanns 1516 invånare i Rogberga socken (inklusive Spexeryd, Tormenås och Öxnehaga). Dessa fördelade sig på 49 gårdar där det totalt ingick 136 soldattorp, jordtorp och backstugor. Det framgår inte helt tydligt hur människorna fördelade sig på dessa hushållstyper, men det är troligt att det bodde markant fler människor i hemmanen (alltså hushåll som ägde eller arrenderade jord och var bönder i konventionell bemärkelse) än i torpen och backstugorna. Ett exempel kan ges för Vestraby, där det bodde 69 personer fördelade på 12 hushåll, 1 soldattorp och 2 backstugor. Om man antar att hushållssiffran gäller själva bondgården och att torpen och backstugorna utgör separata hushåll så fanns det i Rogberga socken 209 hemmanshushåll, vilket kan jämföras med de ovan nämnda 136 torpen och backstugorna. 

### Kommunreform
Den 1 januari 1863 genomfördes en kommunreform – 1862 års kommunalförordningar – då socknarna delades i borgerliga och kyrkliga kommuner, där de senare endast hade ansvar för kyrko- och skolfrågor. Sockenstämman ersattes av kommunalstämma och kyrkostämma. Rogberga socken blev då Rogberga landskommun. Kommunalstämman bestod av alla röstberättigade i landskommunen, och det var alltså en form av direktdemokrati. Rösträtten var graderad efter förmögenhet.
Häradstinget, som vid det här laget var en domstol med namnet Tveta tingslag, upphörde 1890, då det sista tinget hölls på Ingaryd, och ingick från 1891 i Tveta, Vista och Mo domsaga. 

### Väckelse och föreningsliv
1800-talets väckelserörelser nådde även till Rogberga. Cirka 1840 rapporteras det om "ropare" i Våeryds by, och säkra belägg finns från 1841. Socknens första missionshus stod färdigt i Hult 1860, vilket var Smålands första missionshus och det tredje i riket. 1875 stod ett andra missionshus färdigt, i Tenhult, och i samband med det bildades en ny missionsförening. 1884 bildades också en styrelse för den första missionsföreningen, som vid det laget hade flyttat till Hundshult. Bogla missionsförening bildades 1904 i samband med att man fick tillgång till en mindre samlingslokal där. Ett fullödigt missionshus stod färdigt i Bogla 1914. Nio år senare byggdes socknens fjärde missionshus, i Östra Ubbarp, där det också bildades ett separat missionsförening.
1919 hölls den första dopförrättningen inom pingstväckelsen. Det skedde i Västrabysjön, och några år senare bildades en bönering. Den utvecklades 1931 till församlingen Sion, som samma år fick sin första egna lokal, i Hundshult. Sion hade medlemsgrupper i Spexeryd och Tenhult, och Tenhultsgruppen bildade snart en egen församling, Betel, med en egen predikolokal i Tenhult. 1936 gick de båda pingstförsamlingarna ihop under namnet Filadelfia.
Det bildades också ett flertal sekulära föreningar i Rogberga under denna period. 1843 startades en nykterhetsförening, och 1898 tillkom Rogberga Diskussions- och föresläsningsförening. 1900 bildades Rogberga skyttegille.

### Skolväsende och bibliotek
Sedan 1600-talet hade läsundervisning bedrivits i stor skala i Sverige, men oftast tämligen ostrukturerat med ambulerande lärare och stor variation i kvaliteten. Under 1800-talet växte behovet av ett mer ordnat skolväsende och vilket även skedde i Rogberga.
Den första skolan grundades 1830, då en Anders Malmberg valdes till lärare på sockenstämman. Undervisning hade tidigare bedrivits av en "skolmästare" vid namn Adam Hellstadius. Den 10 juni 1831 inleddes första lästerminen i Hundshults by. Till en början reste läraren runt i bondgårdarna och undervisade barnen.
1842 antog Riksdagen folkskolestadgan, där det stipulerades att alla socknar skulle ha en skola. Stadgan innebar på många håll en intensifiering av skolundervisningen, och 1846 tillkom en ny sockenstuga i Rogberga, där barnen i norra socknen (Bogla, Åkerby och Knivshult) samlades. 1851 byggdes ett skolhus i Hundshult, för barnen i den södra delen av socknen. 1881 samlades alla socknens barn i söder, och samtidigt delades skolan i en småskola i den gamla byggnaden i Hundshult, och en folkskola i det tidigare missionshuset i Hult.

### Nödår och emigration
Missväxtåren 1867-1869 påverkade Rogberga relativt lite, och socknen fick vare sig landstings-, stats- eller gåvostöd för att avhjälpa svälten. 1800-talets andra hälft var dock tillräckligt besvärligt för människorna i Rogberga för att det skulle ske en avsevärd utvandring, framförallt till USA. Under 1881-1900, då emigrationen kulminerade, utvandrade 239 personer från Rogberga socken. Det innebar ett snitt på 6,72 ‰ per år, vilket var avsevärt lägre än i Öggestorp (14,709 ‰) och även länet som helhet (11,44 ‰). 

### Järnvägen
Södra stambanan började byggas cirka 1854 och färdigställdes 1864, då den sista delsträckan, Jönköping-Nässjö-Sandsjö, invigdes. Den station som skapades på marker som tillhört gården Tenhult blev kärna i det samhälle som snabbt växte fram. När järnvägen öppnades fanns endast några jordbruksfastigheter och en handfull soldattorp, statarbyggnader och liknande på det område som snart skulle bli Tenhults samhälle. Under de första decennierna växte Tenhult i maklig takt med i snitt en fastighet per år, men från sekelskiftet 1900 tilltog expansionstakten. 1949 fanns det 222 bostadshus innanför den planlagda området. Till detta kom kyrkolokaler, affärer och industribyggnader.

### Industrialisering
Rogbergas första industrier var tegelbruk, i Riddersberg, Klevarp och Häljaryd. Det förekom också tillverkning av tändsticksaskar i hemindustri. Man hämtade material från en fabrik i Barnarp, vek och klistrade ihop lådorna i hemmet, och fick sedan betalt för färdiga askar: 60 öre per tusen askar. Tillverkningen upphörde 1891.
Den första mer egentliga industrin var torvbrytningen på Åkerby mosse. Denna verksamhet kan möjligen spåras till bildandet av en "Mosskulturförening för länet" 1886. Denna utökades snart till att omfatta hela riket, under namnet Svenska mosskulturföreningen. Föreningen verkade för att mossmarker skulle användas mer rationellt, både för odling och i andra syften. Lantmannaföreningen tog några år senare upp problemet med att handelsgödseln var dyr och dessutom utarmade åkerjorden, och som lösning föreslogs att tillgången på naturlig gödsel skulle ökas genom att använda torvströ som ströämne i ladugårdarna. Det beslöts att man skulle förhandla med ägaren till den stora mossen på Åkerby om att ta upp torv där, vilket ledde till ett avtal undertecknat 1890. Året efter registrerades Åkerby torfströfabriksaktiebolag. Fem år senare startade ytterligare ett torvföretag på samma mosse, och efter några år ägdes detta av Aktiebolaget Turba med säte i Stockholm. Exakt var namnet "Turba" kom från är inte klarlagt, men det är det spanska, portugisiska och rumänska ordet för "torv". 1897 anlades en linbana för att frakta torven från mossen till järnvägsstationen i Tenhult. Verksamheten fortsatte åtminstone fram till 1925, då en eldsvåda förstörde hela anläggningen. Det första torvföretagets ägare, Rogberga torvströförening, köpte då nyttjanderätten för hela mossen. Allt detta såldes 1947 till en enskild person.

## 1900-talet
1800-talets förändringsprocesser fortsatte i stor utsträckning under början av 1900-talet. Föreningslivet blomstrade. 1904 bildades Tenhults atlet och idrottsklubb , och 1912 tillkom Tenhults IF, som en följd av det ökade idrottsintresset efter olympiska sommarspelen i Stockholm. 1943 bildades Rogberga hembygdsförening, och 1953 skid- och orienteringsklubben Tenhults SOK.

### Skolor
1910 öppnades en folkskola i Tenhult, som kompletterade de existerande skolorna i Rogberga, Hult och Hundshult. 1950 stängdes skolan i Hult, och 1968 även Rogberga Kyrkskola. Vid det laget hade även skolorna i Öggestorp uppgått i Tenhultsskolan. Den ursprungliga skolbyggnaden i Tenhult, i trä, kompletterades 1949 med en avsevärt större och modernare byggnad, som fortfarande står kvar, och som kallas "Vita huset". Den äldsta byggnaden revs 1969, då man byggde gymnastiksal, matsal och två enplansbyggnader med undervisningsrum.
Tenhults lantmannaskolan invigdes 1912, och bedrev till en början sin verksamhet i folkskolans lokaler. 1914 stod lantmannaskolans egna byggnader klara, utmed Nässjövägen. Efter en brand 1933 var skolan tvungen att byggas upp på nytt, och man valde då att bygga på mark som tillhörde Vårhaga, en gård som köpts några år tidigare. Byggnaderna stod klara 1935, och används fortfarande. Skolan har bytt namn flera gånger: 1963 bytte den namn till Tenhults lantbruksskola, men när den 1971 omvandlades till gymnasieskola tvingades den byta till det ämnesneutrala namnet Vårhagaskolan. I mitten av 1980-talet kom namnet Tenhults lanbruksskola tillbaka, och användes fram till 1992, då den blev Tenhults naturbruksgymnasium, vilket är dess nuvarande namn.
Lanthushållsskolan inledde in sin verksamhet 1918 i lokaler som låg i direkt anslutning till lantmannaskolan. Verksamheten växte, och man byggde nya lokaler mellan järnvägen och Nässjövägen, som togs i bruk 1933. Tenhults hemvårdarinneskola startade 1946, och 1949 öppnade Bergsätra internatskola, som åtminstone till en början främst fungerade som barnhem för barn till föräldrar med tuberkulos. I socknens flora av utbildningsinstitutioner fanns också från 1885 en halmflätningsskola, som dock snart flyttade till Värnamo.

### Spexerydsbanan

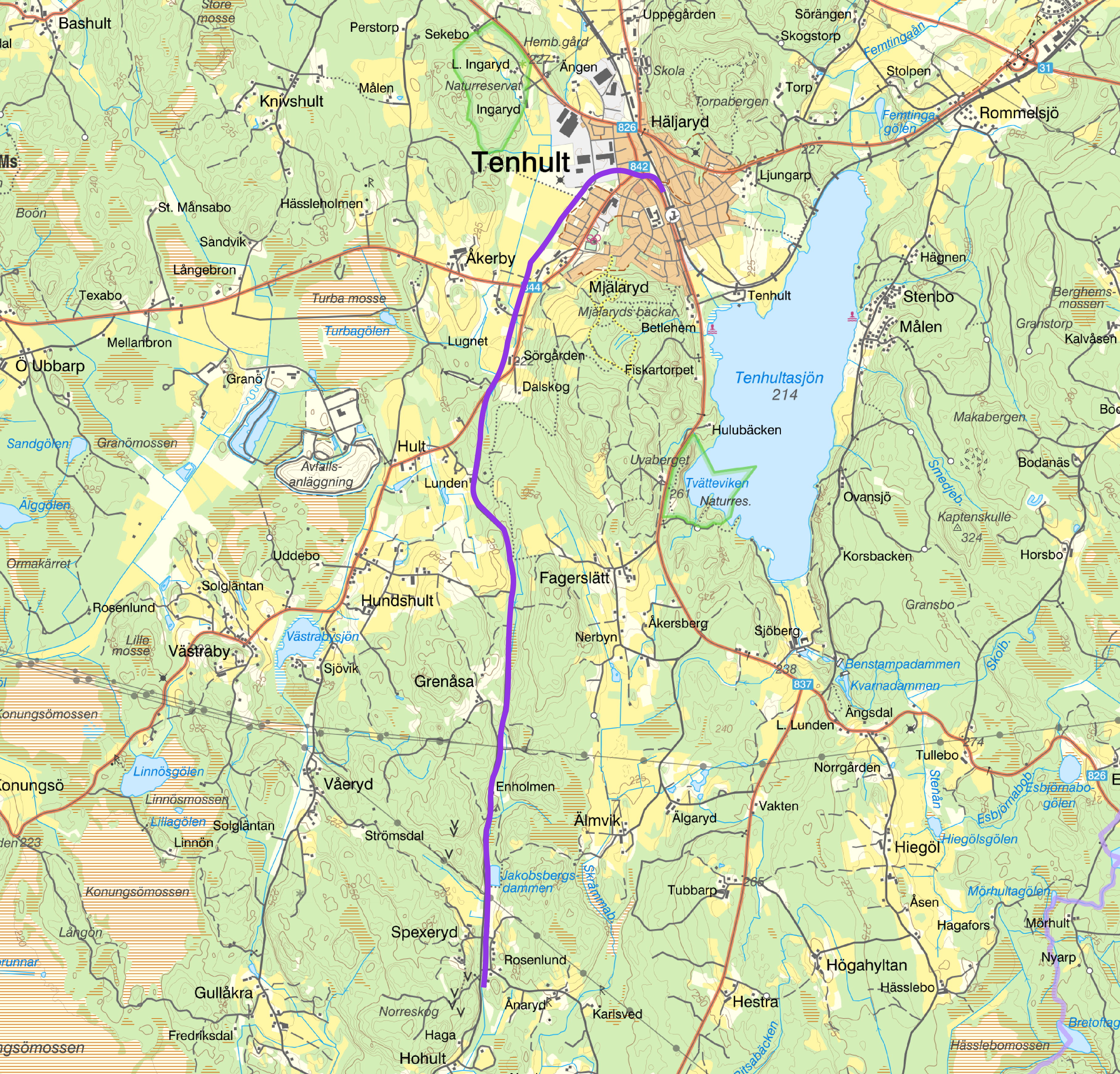
Karta som visar Spexerydsbanans sträckning. Från Welander (1984).

1819 hittade man manganmalm i Spexeryd. Ett engelskt företag startade gruvbrytning där, och den första båtlasten malm avgick från Halmstad till Glasgow år 1829. Till en början fraktades malmen med häst- eller oxkärror till järnvägsstationen i Tenhult, men 1906 byggdes en 8,1 km lång smalspårig järnväg – "Spexerydsbanan" – från gruvan till Tenhults station. Banan gick rakt norrut från gruvan, via Grenåsa (där man byggde ett stickspår för att kunna lasta timmer), Hundshult, och Mjälaryd (där den passerade under linbanan från torvmossen i Åkerby), fram till en lastkaj i Tenhult, där malmen kunde lastas om till vagnar på ett stickspår till järnvägen Nässjö-Jönköping. Spexerydsbanans primära syfte var att transportera malm från gruvan till smältverk på andra platser, men en hel del timmer fraktades också, då trakten var skogrik. Dessutom användes banan för viss persontrafik, eftersom befolkningsunderlaget i byarna utmed banan tydligen var stort nog för att motivera detta. Banan såldes och lades ned 1931, och gruvdriften upphörde 1946.

### Kommunreformer
1918 infördes kommunalfullmäktige i socknen, vilket var ett beslutande organ som utsågs genom val, på samma sätt som dagens kommunfullmäktige, och den lokala demokratin blev indirekt. 1952 bildades [Tenhults landskommun] av Rogberga, Barnarp, Ödestugu och Öggestorp. I Kommunreformen 1971 uppgick denna i Jönköpings kommun. 

### Husvagnstillverkning

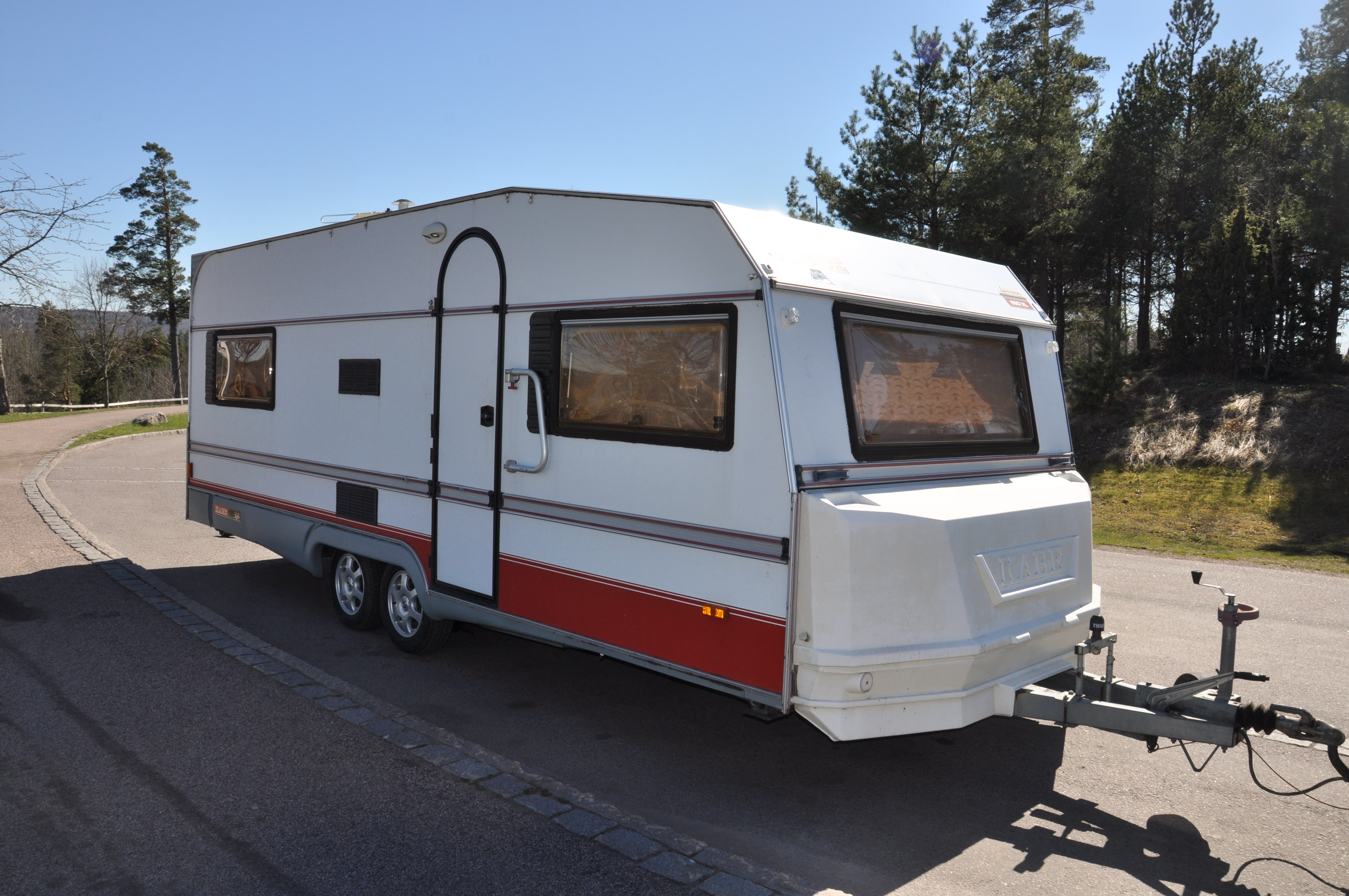
Husvagnstillverkaren Kabe ligger i Tenhult sedan mitten av 1960-talet.

I början av 1960-talet flyttade Kurt Blomqvist, grundare av Kabe, husvagnstillverkningen från sitt garage i Jönköping till en fabrik i Tenhult. I grannsocknen Öggestorp påbörjades husvagnstillverkning 1963, först under namnet LBE-vagnen, men från 1968 med namnet Öggestorp. Tillverkningen upphörde 1995. Två avhoppare från Öggestorpsfabriken startade 1985 egen husvagnstillverkning, "Smålandsvagnen", som dock gick i konkurs redan 1990.
I Tenhult finns också Hobby Fritid, som säljer, köper och reparerar husvagnar och husbilar.